# Xochicoatlán
Xochicoatlán är en kommun i Mexiko.   Den ligger i delstaten Hidalgo, i den sydöstra delen av landet, 160 km norr om huvudstaden Mexico City. Antalet invånare är 6 954.
Följande samhällen finns i Xochicoatlán:
- Tenango
- Mazahuacán
- Acatepec